# Greg Marinovich
Greg Marinovich Sebastian (nascido em 1962) é um premiado fotojornalista da África do Sul, co-autor do livro "The Bang-Bang Club: Snapshots from a Hidden War", que detalha a transição da África do Sul para a democracia. Ele foi agraciado com o Prêmio Pulitzer de Fotografia em 1991, pela cobertura de um assassinato brutal cometido por apoiadores do Congresso Nacional Africano a um homem que acreditavam ser um espião do Partido da Liberdade Inkatha.